# Vellexon-Queutrey-et-Vaudey
Vellexon-Queutrey-et-Vaudey è un comune francese di 507 abitanti situato nel dipartimento dell'Alta Saona nella regione della Borgogna-Franca Contea.
Nasce dall'aggregazione di Queutrey e Vaudey al comune di Vellexon, decretata nel 1806.

## Società

### Evoluzione demografica
Abitanti censiti